# Gäddtjärnarna (Frostvikens socken, Jämtland, 714718-144060)
Gäddtjärnarna är en sjö i Strömsunds kommun i Jämtland och ingår i Ångermanälvens huvudavrinningsområde.